# Koza Mostra
Koza Mostra är en grekisk musikgrupp bestående av sex manliga medlemmar.

## Karriär

### Eurovision Song Contest 2013
Den 18 februari 2013 vann Koza Mostra Greklands nationella uttagningsfinal till Eurovision Song Contest 2013 med låten "Alcohol Is Free" som de framför tillsammans med sångaren Agathonas Iakovidis.

## Medlemmar
- Elias Kozas - Sång
- Alexis Arhontis - Trummor
- Stelios Siomos - Gitarr
- Dimitris Christonis - Basgitarr
- Christos Kalaintzopoulos - Dragspel
- Vasilis Nalmpantis - Trumpet

## Diskografi

### Singlar
- 2013 - "Alcohol Is Free"